# جيولا كيرالي
جيولا كيرالي (بالمجرية: Király Gyula)‏ هو لاعب كرة قدم مجري، ولد في 28 أكتوبر 1908، وتوفي في القرن 20. لعب مع BKV Előre SC ‏.

## وصلات خارجية
- جيولا كيرالي على موقع ناشيونال فوتبول تيمز (الإنجليزية)
- جيولا كيرالي على موقع عالم كرة القدم.نت (الإنجليزية)
- جيولا كيرالي على موقع أوليمبيديا (الإنجليزية)